# Lista över fornlämningar i Vimmerby kommun
Lista över fornlämningar i Vimmerby kommun är en förteckning av ett urval av de fornlämningar som finns i Vimmerby kommun.

## Djursdala
| Namn                                    | Lämningstyp             | Tillkomsttid | Historisk indelning | Plats | Läge                 | ID-nr          | Bild                                 |
| --------------------------------------- | ----------------------- | ------------ | ------------------- | ----- | -------------------- | -------------- | ------------------------------------ |
| Djursdala 1:1                           | Stensättning            |              | Djursdala, Småland  |       | 57.744967, 15.973958 | 10079400010001 | Ladda upp en bild av detta fornminne |
| Djursdala 2:1                           | Stensättning            |              | Djursdala, Småland  |       | 57.745658, 15.978316 | 10079400020001 | Ladda upp en bild av detta fornminne |
| Djursdala 4:1                           | Röse                    |              | Djursdala, Småland  |       | 57.736367, 15.915576 | 10079400040001 | Ladda upp en bild av detta fornminne |
| Djursdala 6:1                           | Stensättning            |              | Djursdala, Småland  |       | 57.742904, 15.907586 | 10079400060001 | Ladda upp en bild av detta fornminne |
| Djursdala 6:2                           | Stensättning            |              | Djursdala, Småland  |       | 57.742815, 15.907770 | 10079400060002 | Ladda upp en bild av detta fornminne |
| Djursdala 6:3                           | Stensättning            |              | Djursdala, Småland  |       | 57.742639, 15.908002 | 10079400060003 | Ladda upp en bild av detta fornminne |
| Djursdala 6:4                           | Stensättning            |              | Djursdala, Småland  |       | 57.742840, 15.908098 | 10079400060004 | Ladda upp en bild av detta fornminne |
| Djursdala 8:1                           | Stensättning            |              | Djursdala, Småland  |       | 57.722360, 15.877875 | 10079400080001 | Ladda upp en bild av detta fornminne |
| Djursdala 9:1                           | Hög                     |              | Djursdala, Småland  |       | 57.725463, 15.883877 | 10079400090001 | Ladda upp en bild av detta fornminne |
| Djursdala 9:2                           | Hög                     |              | Djursdala, Småland  |       | 57.725482, 15.884054 | 10079400090002 | Ladda upp en bild av detta fornminne |
| Djursdala 9:3                           | Hög                     |              | Djursdala, Småland  |       | 57.725503, 15.884225 | 10079400090003 | Ladda upp en bild av detta fornminne |
| Djursdala 9:4                           | Hög                     |              | Djursdala, Småland  |       | 57.725445, 15.884371 | 10079400090004 | Ladda upp en bild av detta fornminne |
| Djursdala 11:1                          | Gravfält                |              | Djursdala, Småland  |       | 57.751040, 15.902240 | 10079400110001 | Ladda upp en bild av detta fornminne |
| Djursdala 15:1                          | Gravfält                |              | Djursdala, Småland  |       | 57.761552, 15.865806 | 10079400150001 | Ladda upp en bild av detta fornminne |
| Djursdala 17:1                          | Hög                     |              | Djursdala, Småland  |       | 57.781056, 15.859394 | 10079400170001 | Ladda upp en bild av detta fornminne |
| Midsommarkullen (Djursdala 19:1)        | Gravfält                |              | Djursdala, Småland  |       | 57.783803, 15.849906 | 10079400190001 | Ladda upp en bild av detta fornminne |
| Djursdala 22:1                          | Stensättning            |              | Djursdala, Småland  |       | 57.803306, 15.944151 | 10079400220001 | Ladda upp en bild av detta fornminne |
| Djursdala 23:1                          | Hög                     |              | Djursdala, Småland  |       | 57.769643, 15.846949 | 10079400230001 | Ladda upp en bild av detta fornminne |
| Djursdala 23:2                          | Hög                     |              | Djursdala, Småland  |       | 57.769563, 15.846826 | 10079400230002 | Ladda upp en bild av detta fornminne |
| Djursdala 23:3                          | Gravfält                |              | Djursdala, Småland  |       | 57.769356, 15.846779 | 10079400230003 | Ladda upp en bild av detta fornminne |
| Djursdala 23:4                          | Hög                     |              | Djursdala, Småland  |       | 57.769136, 15.846318 | 10079400230004 | Ladda upp en bild av detta fornminne |
| Djursdala 24:1                          | Gravfält                |              | Djursdala, Småland  |       | 57.773840, 15.846035 | 10079400240001 | Ladda upp en bild av detta fornminne |
| Djursdala 28:1                          | Gravfält                |              | Djursdala, Småland  |       | 57.772805, 15.838966 | 10079400280001 | Ladda upp en bild av detta fornminne |
| Ekkullen (Djursdala 34:1)               | Stensättning            |              | Djursdala, Småland  |       | 57.801810, 15.820520 | 10079400340001 | Ladda upp en bild av detta fornminne |
| Ekkullen (Djursdala 34:3)               | Stenkrets               |              | Djursdala, Småland  |       | 57.801790, 15.820258 | 10079400340003 | Ladda upp en bild av detta fornminne |
| Ekkullen (Djursdala 34:4)               | Stensättning            |              | Djursdala, Småland  |       | 57.801898, 15.820299 | 10079400340004 | Ladda upp en bild av detta fornminne |
| Ekkullen (Djursdala 34:5)               | Stensättning            |              | Djursdala, Småland  |       | 57.801997, 15.820312 | 10079400340005 | Ladda upp en bild av detta fornminne |
| Drakerör (Djursdala 35:1)               | Röse                    |              | Djursdala, Småland  |       | 57.811103, 15.832903 | 10079400350001 | Ladda upp en bild av detta fornminne |
| Djursdala 37:1                          | Stensättning            |              | Djursdala, Småland  |       | 57.752277, 15.868263 | 10079400370001 | Ladda upp en bild av detta fornminne |
| Djursdala 37:2                          | Stensättning            |              | Djursdala, Småland  |       | 57.752344, 15.868133 | 10079400370002 | Ladda upp en bild av detta fornminne |
| Djursdala 37:5                          | Stensättning            |              | Djursdala, Småland  |       | 57.752629, 15.869138 | 10079400370005 | Ladda upp en bild av detta fornminne |
| Djursdala 39:1                          | Stensättning            |              | Djursdala, Småland  |       | 57.742521, 15.873641 | 10079400390001 | Ladda upp en bild av detta fornminne |
| Högerör eller Storerör (Djursdala 41:1) | Röse                    |              | Djursdala, Småland  |       | 57.737584, 15.869279 | 10079400410001 | Ladda upp en bild av detta fornminne |
| Djursdala 42:1                          | Röse                    |              | Djursdala, Småland  |       | 57.738440, 15.869716 | 10079400420001 | Ladda upp en bild av detta fornminne |
| Djursdala 42:2                          | Stensättning            |              | Djursdala, Småland  |       | 57.738549, 15.869643 | 10079400420002 | Ladda upp en bild av detta fornminne |
| Djursdala 42:3                          | Stensättning            |              | Djursdala, Småland  |       | 57.738369, 15.870124 | 10079400420003 | Ladda upp en bild av detta fornminne |
| Djursdala 43:1                          | Röse                    |              | Djursdala, Småland  |       | 57.738587, 15.858064 | 10079400430001 | Ladda upp en bild av detta fornminne |
| Djursdala 43:2                          | Röse                    |              | Djursdala, Småland  |       | 57.739205, 15.857780 | 10079400430002 | Ladda upp en bild av detta fornminne |
| Djursdala 43:3                          | Stensättning            |              | Djursdala, Småland  |       | 57.739543, 15.857725 | 10079400430003 | Ladda upp en bild av detta fornminne |
| Djursdala 46:1                          | Stensättning            |              | Djursdala, Småland  |       | 57.744230, 15.857997 | 10079400460001 | Ladda upp en bild av detta fornminne |
| Djursdala 46:2                          | Stensättning            |              | Djursdala, Småland  |       | 57.744179, 15.858220 | 10079400460002 | Ladda upp en bild av detta fornminne |
| Djursdala 46:4                          | Stensättning            |              | Djursdala, Småland  |       | 57.744167, 15.857837 | 10079400460004 | Ladda upp en bild av detta fornminne |
| Djursdala 68:1                          | Hällristning            |              | Djursdala, Småland  |       | 57.751757, 15.936026 | 10079400680001 | Ladda upp en bild av detta fornminne |
| Djursdala 136:1                         | Grav- och boplatsområde |              | Djursdala, Småland  |       | 57.746103, 15.857893 | 10079401360001 | Ladda upp en bild av detta fornminne |
| Djursdala 137:1                         | Stensättning            |              | Djursdala, Småland  |       | 57.753195, 15.848950 | 10079401370001 | Ladda upp en bild av detta fornminne |
| Djursdala 137:2                         | Stensättning            |              | Djursdala, Småland  |       | 57.753132, 15.849076 | 10079401370002 | Ladda upp en bild av detta fornminne |
| Djursdala 139:1                         | Röse                    |              | Djursdala, Småland  |       | 57.748327, 15.856193 | 10079401390001 | Ladda upp en bild av detta fornminne |
| Djursdala 175:1                         | Fornborg                |              | Djursdala, Småland  |       | 57.777225, 15.916793 | 10079401750001 | Ladda upp en bild av detta fornminne |

## Frödinge
| Namn           | Lämningstyp    | Tillkomsttid | Historisk indelning | Plats | Läge                 | ID-nr          | Bild                                 |
| -------------- | -------------- | ------------ | ------------------- | ----- | -------------------- | -------------- | ------------------------------------ |
| Frödinge 3:1   | Hög            |              | Frödinge, Småland   |       | 57.719118, 15.877658 | 10080200030001 | Ladda upp en bild av detta fornminne |
| Frödinge 3:3   | Röse           |              | Frödinge, Småland   |       | 57.719034, 15.877543 | 10080200030003 | Ladda upp en bild av detta fornminne |
| Frödinge 3:4   | Stensättning   |              | Frödinge, Småland   |       | 57.719238, 15.877672 | 10080200030004 | Ladda upp en bild av detta fornminne |
| Frödinge 4:1   | Gravfält       |              | Frödinge, Småland   |       | 57.720059, 15.879638 | 10080200040001 | Ladda upp en bild av detta fornminne |
| Frödinge 5:1   | Röse           |              | Frödinge, Småland   |       | 57.721682, 15.876078 | 10080200050001 | Ladda upp en bild av detta fornminne |
| Frödinge 6:1   | Gravfält       |              | Frödinge, Småland   |       | 57.712104, 15.916121 | 10080200060001 | Ladda upp en bild av detta fornminne |
| Frödinge 8:1   | Röse           |              | Frödinge, Småland   |       | 57.717410, 15.917530 | 10080200080001 | Ladda upp en bild av detta fornminne |
| Frödinge 8:2   | Röse           |              | Frödinge, Småland   |       | 57.717313, 15.917531 | 10080200080002 | Ladda upp en bild av detta fornminne |
| Frödinge 8:3   | Stensättning   |              | Frödinge, Småland   |       | 57.717309, 15.917283 | 10080200080003 | Ladda upp en bild av detta fornminne |
| Frödinge 10:1  | Röse           |              | Frödinge, Småland   |       | 57.730517, 15.928283 | 10080200100001 | Ladda upp en bild av detta fornminne |
| Frödinge 17:1  | Stensättning   |              | Frödinge, Småland   |       | 57.731367, 15.999157 | 10080200170001 | Ladda upp en bild av detta fornminne |
| Frödinge 25:1  | Gravfält       |              | Frödinge, Småland   |       | 57.703679, 15.941401 | 10080200250001 | Ladda upp en bild av detta fornminne |
| Frödinge 27:1  | Röse           |              | Frödinge, Småland   |       | 57.692965, 16.056922 | 10080200270001 | Ladda upp en bild av detta fornminne |
| Frödinge 27:2  | Röse           |              | Frödinge, Småland   |       | 57.693072, 16.056815 | 10080200270002 | Ladda upp en bild av detta fornminne |
| Frödinge 27:3  | Röse           |              | Frödinge, Småland   |       | 57.693009, 16.056511 | 10080200270003 | Ladda upp en bild av detta fornminne |
| Frödinge 35:1  | Gravfält       |              | Frödinge, Småland   |       | 57.638491, 16.091515 | 10080200350001 | Ladda upp en bild av detta fornminne |
| Frödinge 36:1  | Röse           |              | Frödinge, Småland   |       | 57.637599, 16.090919 | 10080200360001 | Ladda upp en bild av detta fornminne |
| Frödinge 36:2  | Röse           |              | Frödinge, Småland   |       | 57.637479, 16.090834 | 10080200360002 | Ladda upp en bild av detta fornminne |
| Frödinge 37:1  | Röse           |              | Frödinge, Småland   |       | 57.637238, 16.092101 | 10080200370001 | Ladda upp en bild av detta fornminne |
| Frödinge 37:2  | Stensättning   |              | Frödinge, Småland   |       | 57.637323, 16.092266 | 10080200370002 | Ladda upp en bild av detta fornminne |
| Frödinge 38:1  | Röse           |              | Frödinge, Småland   |       | 57.636385, 16.092031 | 10080200380001 | Ladda upp en bild av detta fornminne |
| Frödinge 39:1  | Röse           |              | Frödinge, Småland   |       | 57.634748, 16.092035 | 10080200390001 | Ladda upp en bild av detta fornminne |
| Frödinge 39:2  | Röse           |              | Frödinge, Småland   |       | 57.634800, 16.092142 | 10080200390002 | Ladda upp en bild av detta fornminne |
| Frödinge 41:1  | Röse           |              | Frödinge, Småland   |       | 57.638336, 16.100507 | 10080200410001 | Ladda upp en bild av detta fornminne |
| Frödinge 41:2  | Stensättning   |              | Frödinge, Småland   |       | 57.638527, 16.100284 | 10080200410002 | Ladda upp en bild av detta fornminne |
| Frödinge 41:3  | Stensättning   |              | Frödinge, Småland   |       | 57.638836, 16.100296 | 10080200410003 | Ladda upp en bild av detta fornminne |
| Frödinge 42:1  | Stensättning   |              | Frödinge, Småland   |       | 57.637708, 16.102888 | 10080200420001 | Ladda upp en bild av detta fornminne |
| Frödinge 42:2  | Stensättning   |              | Frödinge, Småland   |       | 57.637631, 16.102891 | 10080200420002 | Ladda upp en bild av detta fornminne |
| Frödinge 43:1  | Stensättning   |              | Frödinge, Småland   |       | 57.636673, 16.103191 | 10080200430001 | Ladda upp en bild av detta fornminne |
| Frödinge 43:2  | Stensättning   |              | Frödinge, Småland   |       | 57.636605, 16.103221 | 10080200430002 | Ladda upp en bild av detta fornminne |
| Frödinge 43:3  | Stensättning   |              | Frödinge, Småland   |       | 57.636764, 16.103490 | 10080200430003 | Ladda upp en bild av detta fornminne |
| Frödinge 46:1  | Gravfält       |              | Frödinge, Småland   |       | 57.633144, 15.999231 | 10080200460001 | Ladda upp en bild av detta fornminne |
| Frödinge 50:1  | Stensättning   |              | Frödinge, Småland   |       | 57.663991, 15.971421 | 10080200500001 | Ladda upp en bild av detta fornminne |
| Frödinge 51:1  | Röse           |              | Frödinge, Småland   |       | 57.669457, 15.967935 | 10080200510001 | Ladda upp en bild av detta fornminne |
| Frödinge 54:1  | Röse           |              | Frödinge, Småland   |       | 57.669734, 15.935866 | 10080200540001 | Ladda upp en bild av detta fornminne |
| Frödinge 55:1  | Gravfält       |              | Frödinge, Småland   |       | 57.663083, 15.945388 | 10080200550001 | Ladda upp en bild av detta fornminne |
| Frödinge 56:1  | Stensättning   |              | Frödinge, Småland   |       | 57.687829, 15.910774 | 10080200560001 | Ladda upp en bild av detta fornminne |
| Frödinge 57:1  | Gravfält       |              | Frödinge, Småland   |       | 57.698684, 15.948801 | 10080200570001 | Ladda upp en bild av detta fornminne |
| Frödinge 58:1  | Stenkammargrav |              | Frödinge, Småland   |       | 57.693541, 15.953617 | 10080200580001 | Ladda upp en bild av detta fornminne |
| Frödinge 62:1  | Röse           |              | Frödinge, Småland   |       | 57.711238, 15.928908 | 10080200620001 | Ladda upp en bild av detta fornminne |
| Frödinge 62:2  | Stensättning   |              | Frödinge, Småland   |       | 57.711196, 15.929065 | 10080200620002 | Ladda upp en bild av detta fornminne |
| Frödinge 62:3  | Stensättning   |              | Frödinge, Småland   |       | 57.711137, 15.928936 | 10080200620003 | Ladda upp en bild av detta fornminne |
| Frödinge 88:1  | Stenkammargrav |              | Frödinge, Småland   |       | 57.698523, 15.921690 | 10080200880001 | Ladda upp en bild av detta fornminne |
| Frödinge 238:1 | Stensättning   |              | Frödinge, Småland   |       | 57.662797, 15.945775 | 10080202380001 | Ladda upp en bild av detta fornminne |
| Frödinge 243:1 | Röse           |              | Frödinge, Småland   |       | 57.735913, 16.003577 | 10080202430001 | Ladda upp en bild av detta fornminne |
| Frödinge 251:1 | Röse           |              | Frödinge, Småland   |       | 57.712918, 15.871520 | 10080202510001 | Ladda upp en bild av detta fornminne |
| Frödinge 254:1 | Röse           |              | Frödinge, Småland   |       | 57.703599, 15.896267 | 10080202540001 | Ladda upp en bild av detta fornminne |

## Locknevi
| Namn                        | Lämningstyp                 | Tillkomsttid | Historisk indelning | Plats | Läge                 | ID-nr          | Bild                                 |
| --------------------------- | --------------------------- | ------------ | ------------------- | ----- | -------------------- | -------------- | ------------------------------------ |
| Locknevi 6:1                | Röse                        |              | Locknevi, Småland   |       | 57.748240, 15.993686 | 10083600060001 | Ladda upp en bild av detta fornminne |
| Locknevi 7:1                | Stensättning                |              | Locknevi, Småland   |       | 57.746871, 15.992953 | 10083600070001 | Ladda upp en bild av detta fornminne |
| Locknevi 7:2                | Stensättning                |              | Locknevi, Småland   |       | 57.746699, 15.992777 | 10083600070002 | Ladda upp en bild av detta fornminne |
| Locknevi 7:3                | Stensättning                |              | Locknevi, Småland   |       | 57.746594, 15.992972 | 10083600070003 | Ladda upp en bild av detta fornminne |
| Locknevi 18:1               | Grav markerad av sten/block |              | Locknevi, Småland   |       | 57.782348, 16.098141 | 10083600180001 | Ladda upp en bild av detta fornminne |
| Locknevi 19:1               | Hög                         |              | Locknevi, Småland   |       | 57.790382, 16.088662 | 10083600190001 | Ladda upp en bild av detta fornminne |
| Locknevi 19:2               | Hög                         |              | Locknevi, Småland   |       | 57.790609, 16.088509 | 10083600190002 | Ladda upp en bild av detta fornminne |
| Locknevi 21:1               | Stensättning                |              | Locknevi, Småland   |       | 57.790793, 16.087752 | 10083600210001 | Ladda upp en bild av detta fornminne |
| Locknevi 21:2               | Hög                         |              | Locknevi, Småland   |       | 57.790766, 16.087873 | 10083600210002 | Ladda upp en bild av detta fornminne |
| Locknevi 21:3               | Hög                         |              | Locknevi, Småland   |       | 57.790852, 16.087828 | 10083600210003 | Ladda upp en bild av detta fornminne |
| Locknevi 22:1               | Gravfält                    |              | Locknevi, Småland   |       | 57.791421, 16.086385 | 10083600220001 | Ladda upp en bild av detta fornminne |
| Locknevi 24:1               | Gravfält                    |              | Locknevi, Småland   |       | 57.798830, 16.083318 | 10083600240001 | Ladda upp en bild av detta fornminne |
| Skansberget (Locknevi 26:1) | Fornborg                    |              | Locknevi, Småland   |       | 57.790838, 16.077803 | 10083600260001 | Ladda upp en bild av detta fornminne |
| Locknevi 28:1               | Grav markerad av sten/block |              | Locknevi, Småland   |       | 57.759444, 16.048162 | 10083600280001 | Ladda upp en bild av detta fornminne |
| Locknevi 28:2               | Grav markerad av sten/block |              | Locknevi, Småland   |       | 57.759438, 16.048059 | 10083600280002 | Ladda upp en bild av detta fornminne |
| Locknevi 28:3               | Grav markerad av sten/block |              | Locknevi, Småland   |       | 57.759445, 16.048366 | 10083600280003 | Ladda upp en bild av detta fornminne |
| Locknevi 28:4               | Grav markerad av sten/block |              | Locknevi, Småland   |       | 57.759520, 16.048318 | 10083600280004 | Ladda upp en bild av detta fornminne |
| Locknevi 32:1               | Stensättning                |              | Locknevi, Småland   |       | 57.703829, 16.140552 | 10083600320001 | Ladda upp en bild av detta fornminne |
| Locknevi 33:1               | Röse                        |              | Locknevi, Småland   |       | 57.705586, 16.145869 | 10083600330001 | Ladda upp en bild av detta fornminne |
| Locknevi 34:1               | Röse                        |              | Locknevi, Småland   |       | 57.697462, 16.143410 | 10083600340001 | Ladda upp en bild av detta fornminne |
| Locknevi 35:1               | Gravfält                    |              | Locknevi, Småland   |       | 57.698766, 16.147877 | 10083600350001 | Ladda upp en bild av detta fornminne |
| Locknevi 36:1               | Stensättning                |              | Locknevi, Småland   |       | 57.699237, 16.147512 | 10083600360001 | Ladda upp en bild av detta fornminne |
| Locknevi 37:1               | Stensättning                |              | Locknevi, Småland   |       | 57.707116, 16.150152 | 10083600370001 | Ladda upp en bild av detta fornminne |
| Locknevi 38:1               | Röse                        |              | Locknevi, Småland   |       | 57.705541, 16.148779 | 10083600380001 | Ladda upp en bild av detta fornminne |
| Locknevi 39:1               | Röse                        |              | Locknevi, Småland   |       | 57.704209, 16.150942 | 10083600390001 | Ladda upp en bild av detta fornminne |
| Locknevi 40:1               | Röse                        |              | Locknevi, Småland   |       | 57.871984, 16.070396 | 10083600400001 | Ladda upp en bild av detta fornminne |
| Locknevi 108:1              | Stensättning                |              | Locknevi, Småland   |       | 57.748622, 16.005532 | 10083601080001 | Ladda upp en bild av detta fornminne |
| Locknevi 171:1              | Stensättning                |              | Locknevi, Småland   |       | 57.801050, 15.967472 | 10083601710001 | Ladda upp en bild av detta fornminne |
| Locknevi 283:1              | Stensättning                |              | Locknevi, Småland   |       | 57.705403, 16.143773 | 10083602830001 | Ladda upp en bild av detta fornminne |
| Locknevi 283:2              | Stensättning                |              | Locknevi, Småland   |       | 57.705311, 16.143751 | 10083602830002 | Ladda upp en bild av detta fornminne |
| Locknevi 284:1              | Stensättning                |              | Locknevi, Småland   |       | 57.707969, 16.142782 | 10083602840001 | Ladda upp en bild av detta fornminne |
| Locknevi 284:2              | Stensättning                |              | Locknevi, Småland   |       | 57.708107, 16.142979 | 10083602840002 | Ladda upp en bild av detta fornminne |
| Locknevi 284:3              | Stensättning                |              | Locknevi, Småland   |       | 57.708048, 16.142904 | 10083602840003 | Ladda upp en bild av detta fornminne |

## Pelarne
| Namn                                    | Lämningstyp  | Tillkomsttid | Historisk indelning | Plats | Läge                 | ID-nr          | Bild                                 |
| --------------------------------------- | ------------ | ------------ | ------------------- | ----- | -------------------- | -------------- | ------------------------------------ |
| Pelarne 1:1                             | Gravfält     |              | Pelarne, Småland    |       | 57.626673, 15.710880 | 10085600010001 | Ladda upp en bild av detta fornminne |
| Sveriges el Sverkers udde (Pelarne 3:1) | Borg         |              | Pelarne, Småland    |       | 57.624007, 15.687463 | 10085600030001 | Ladda upp en bild av detta fornminne |
| Krigsröset (Pelarne 4:1)                | Röse         |              | Pelarne, Småland    |       | 57.580981, 15.725358 | 10085600040001 | Ladda upp en bild av detta fornminne |
| Området kallas Paradiset (Pelarne 5:1)  | Gravfält     |              | Pelarne, Småland    |       | 57.618966, 15.662799 | 10085600050001 | Ladda upp en bild av detta fornminne |
| Pelarne 9:1                             | Röse         |              | Pelarne, Småland    |       | 57.598841, 15.698644 | 10085600090001 | Ladda upp en bild av detta fornminne |
| Borgeberg (Pelarne 13:1)                | Fornborg     |              | Pelarne, Småland    |       | 57.609839, 15.707918 | 10085600130001 | Ladda upp en bild av detta fornminne |
| Skansebergen (Pelarne 14:1)             | Fornborg     |              | Pelarne, Småland    |       | 57.640864, 15.734969 | 10085600140001 | Ladda upp en bild av detta fornminne |
| Pelarne 16:1                            | Stensättning |              | Pelarne, Småland    |       | 57.619105, 15.665174 | 10085600160001 | Ladda upp en bild av detta fornminne |
| Pelarne 17:1                            | Stensättning |              | Pelarne, Småland    |       | 57.619650, 15.666655 | 10085600170001 | Ladda upp en bild av detta fornminne |
| Pelarne 18:1                            | Stensättning |              | Pelarne, Småland    |       | 57.620098, 15.667771 | 10085600180001 | Ladda upp en bild av detta fornminne |
| Pelarne 18:2                            | Stensättning |              | Pelarne, Småland    |       | 57.620155, 15.667761 | 10085600180002 | Ladda upp en bild av detta fornminne |
| Pelarne 21:1                            | Stensättning |              | Pelarne, Småland    |       | 57.613568, 15.658463 | 10085600210001 | Ladda upp en bild av detta fornminne |
| Pelarne 101:1                           | Hög          |              | Pelarne, Småland    |       | 57.619777, 15.668880 | 10085601010001 | Ladda upp en bild av detta fornminne |
| Pelarne 101:2                           | Stensättning |              | Pelarne, Småland    |       | 57.619693, 15.668844 | 10085601010002 | Ladda upp en bild av detta fornminne |
| Pelarne 101:3                           | Stensättning |              | Pelarne, Småland    |       | 57.619614, 15.668847 | 10085601010003 | Ladda upp en bild av detta fornminne |
| Pelarne 101:4                           | Stensättning |              | Pelarne, Småland    |       | 57.619663, 15.669048 | 10085601010004 | Ladda upp en bild av detta fornminne |

## Rumskulla
| Namn                     | Lämningstyp    | Tillkomsttid | Historisk indelning | Plats | Läge                 | ID-nr          | Bild                                 |
| ------------------------ | -------------- | ------------ | ------------------- | ----- | -------------------- | -------------- | ------------------------------------ |
| Rumskulla 1:1            | Röse           |              | Rumskulla, Småland  |       | 57.628668, 15.630267 | 10085900010001 | Ladda upp en bild av detta fornminne |
| Rumskulla 4:1            | Gravfält       |              | Rumskulla, Småland  |       | 57.648213, 15.673274 | 10085900040001 | Ladda upp en bild av detta fornminne |
| Rumskulla 5:1            | Röse           |              | Rumskulla, Småland  |       | 57.650827, 15.656068 | 10085900050001 | Ladda upp en bild av detta fornminne |
| Rumskulla 7:1            | Stensättning   |              | Rumskulla, Småland  |       | 57.647578, 15.658056 | 10085900070001 | Ladda upp en bild av detta fornminne |
| Rumskulla 7:2            | Stensättning   |              | Rumskulla, Småland  |       | 57.647596, 15.657852 | 10085900070002 | Ladda upp en bild av detta fornminne |
| Rumskulla 7:3            | Stensättning   |              | Rumskulla, Småland  |       | 57.647359, 15.658014 | 10085900070003 | Ladda upp en bild av detta fornminne |
| Rumskulla 8:1            | Gravfält       |              | Rumskulla, Småland  |       | 57.631404, 15.672840 | 10085900080001 | Ladda upp en bild av detta fornminne |
| Rumskulla 20:1           | Stensättning   |              | Rumskulla, Småland  |       | 57.688377, 15.574397 | 10085900200001 | Ladda upp en bild av detta fornminne |
| Rumskulla 21:1           | Stensättning   |              | Rumskulla, Småland  |       | 57.684887, 15.560682 | 10085900210001 | Ladda upp en bild av detta fornminne |
| Rumskulla 68:1           | Hällristning   |              | Rumskulla, Småland  |       | 57.632406, 15.630551 | 10085900680001 | Ladda upp en bild av detta fornminne |
| Rumskulla 71:1           | Gravfält       |              | Rumskulla, Småland  |       | 57.696544, 15.485378 | 10085900710001 | Ladda upp en bild av detta fornminne |
| Rumskulla 72:1           | Stenkrets      |              | Rumskulla, Småland  |       | 57.696102, 15.484239 | 10085900720001 | Ladda upp en bild av detta fornminne |
| Rumskulla 72:2           | Stenkrets      |              | Rumskulla, Småland  |       | 57.696177, 15.484324 | 10085900720002 | Ladda upp en bild av detta fornminne |
| Rumskulla 72:3           | Stenkrets      |              | Rumskulla, Småland  |       | 57.696245, 15.484419 | 10085900720003 | Ladda upp en bild av detta fornminne |
| Rumskulla 74:1           | Stensättning   |              | Rumskulla, Småland  |       | 57.696354, 15.570860 | 10085900740001 | Ladda upp en bild av detta fornminne |
| Rumskulla 74:2           | Stensättning   |              | Rumskulla, Småland  |       | 57.696460, 15.570846 | 10085900740002 | Ladda upp en bild av detta fornminne |
| Rumskulla 74:3           | Stensättning   |              | Rumskulla, Småland  |       | 57.696340, 15.571052 | 10085900740003 | Ladda upp en bild av detta fornminne |
| Rumskulla 74:4           | Stensättning   |              | Rumskulla, Småland  |       | 57.696252, 15.570882 | 10085900740004 | Ladda upp en bild av detta fornminne |
| Rumskulla 103:1          | Stensättning   |              | Rumskulla, Småland  |       | 57.635628, 15.677755 | 10085901030001 | Ladda upp en bild av detta fornminne |
| Rumskulla 103:2          | Stensättning   |              | Rumskulla, Småland  |       | 57.635508, 15.677862 | 10085901030002 | Ladda upp en bild av detta fornminne |
| Rumskulla 117:1          | Stensättning   |              | Rumskulla, Småland  |       | 57.681867, 15.582429 | 10085901170001 | Ladda upp en bild av detta fornminne |
| Rumskulla 117:2          | Stensättning   |              | Rumskulla, Småland  |       | 57.681949, 15.582449 | 10085901170002 | Ladda upp en bild av detta fornminne |
| Rumskulla 117:3          | Stensättning   |              | Rumskulla, Småland  |       | 57.682047, 15.582458 | 10085901170003 | Ladda upp en bild av detta fornminne |
| Rumskulla 118:1          | Gravfält       |              | Rumskulla, Småland  |       | 57.684815, 15.586419 | 10085901180001 | Ladda upp en bild av detta fornminne |
| Dackön (Rumskulla 234:1) | Fästning/skans |              | Rumskulla, Småland  |       | 57.692076, 15.493795 | 10085902340001 | Ladda upp en bild av detta fornminne |
| Rumskulla 240:1          | Stensättning   |              | Rumskulla, Småland  |       | 57.632450, 15.636519 | 10085902400001 | Ladda upp en bild av detta fornminne |

## Södra Vi
| Namn                       | Lämningstyp                 | Tillkomsttid | Historisk indelning | Plats | Läge                 | ID-nr          | Bild                                 |
| -------------------------- | --------------------------- | ------------ | ------------------- | ----- | -------------------- | -------------- | ------------------------------------ |
| Södra Vi 1:1               | Röse                        |              | Södra Vi, Småland   |       | 57.704329, 15.837213 | 10087000010001 | Ladda upp en bild av detta fornminne |
| Södra Vi 1:2               | Stensättning                |              | Södra Vi, Småland   |       | 57.704435, 15.837130 | 10087000010002 | Ladda upp en bild av detta fornminne |
| Södra Vi 1:3               | Stensättning                |              | Södra Vi, Småland   |       | 57.704499, 15.837097 | 10087000010003 | Ladda upp en bild av detta fornminne |
| Södra Vi 1:4               | Stensättning                |              | Södra Vi, Småland   |       | 57.704228, 15.837275 | 10087000010004 | Ladda upp en bild av detta fornminne |
| Södra Vi 2:2               | Röse                        |              | Södra Vi, Småland   |       | 57.702810, 15.854710 | 10087000020002 | Ladda upp en bild av detta fornminne |
| Ivarsudde (Södra Vi 5:1)   | Borg                        |              | Södra Vi, Småland   |       | 57.730522, 15.819452 | 10087000050001 | Ladda upp en bild av detta fornminne |
| Södra Vi 7:1               | Stensättning                |              | Södra Vi, Småland   |       | 57.731671, 15.802698 | 10087000070001 | Ladda upp en bild av detta fornminne |
| Södra Vi 7:2               | Stensättning                |              | Södra Vi, Småland   |       | 57.731583, 15.802762 | 10087000070002 | Ladda upp en bild av detta fornminne |
| Södra Vi 7:3               | Stensättning                |              | Södra Vi, Småland   |       | 57.731490, 15.802798 | 10087000070003 | Ladda upp en bild av detta fornminne |
| Södra Vi 10:1              | Gravfält                    |              | Södra Vi, Småland   |       | 57.736442, 15.853086 | 10087000100001 | Ladda upp en bild av detta fornminne |
| Södra Vi 11:1              | Röse                        |              | Södra Vi, Småland   |       | 57.739379, 15.853070 | 10087000110001 | Ladda upp en bild av detta fornminne |
| Södra Vi 12:1              | Stensättning                |              | Södra Vi, Småland   |       | 57.741409, 15.853388 | 10087000120001 | Ladda upp en bild av detta fornminne |
| Södra Vi 13:1              | Stensättning                |              | Södra Vi, Småland   |       | 57.744472, 15.837492 | 10087000130001 | Ladda upp en bild av detta fornminne |
| Södra Vi 13:2              | Stensättning                |              | Södra Vi, Småland   |       | 57.744455, 15.837271 | 10087000130002 | Ladda upp en bild av detta fornminne |
| Södra Vi 13:3              | Stensättning                |              | Södra Vi, Småland   |       | 57.744575, 15.837345 | 10087000130003 | Ladda upp en bild av detta fornminne |
| Kolmorör (Södra Vi 16:1)   | Röse                        |              | Södra Vi, Småland   |       | 57.759445, 15.836503 | 10087000160001 | Ladda upp en bild av detta fornminne |
| Södra Vi 17:1              | Röse                        |              | Södra Vi, Småland   |       | 57.746058, 15.841794 | 10087000170001 | Ladda upp en bild av detta fornminne |
| Södra Vi 18:1              | Stensättning                |              | Södra Vi, Småland   |       | 57.746098, 15.842781 | 10087000180001 | Ladda upp en bild av detta fornminne |
| Södra Vi 18:2              | Stensättning                |              | Södra Vi, Småland   |       | 57.746176, 15.842698 | 10087000180002 | Ladda upp en bild av detta fornminne |
| Södra Vi 20:2              | Stensättning                |              | Södra Vi, Småland   |       | 57.755928, 15.829790 | 10087000200002 | Ladda upp en bild av detta fornminne |
| Södra Vi 21:1              | Gravfält                    |              | Södra Vi, Småland   |       | 57.754325, 15.836633 | 10087000210001 | Ladda upp en bild av detta fornminne |
| Södra Vi 28:1              | Stensättning                |              | Södra Vi, Småland   |       | 57.674068, 15.659833 | 10087000280001 | Ladda upp en bild av detta fornminne |
| Södra Vi 28:2              | Stensättning                |              | Södra Vi, Småland   |       | 57.674123, 15.659976 | 10087000280002 | Ladda upp en bild av detta fornminne |
| Södra Vi 28:3              | Stensättning                |              | Södra Vi, Småland   |       | 57.673992, 15.660093 | 10087000280003 | Ladda upp en bild av detta fornminne |
| Södra Vi 29:1              | Stensättning                |              | Södra Vi, Småland   |       | 57.674837, 15.659115 | 10087000290001 | Ladda upp en bild av detta fornminne |
| Södra Vi 29:2              | Stensättning                |              | Södra Vi, Småland   |       | 57.674750, 15.659149 | 10087000290002 | Ladda upp en bild av detta fornminne |
| Södra Vi 36:1              | Gravfält                    |              | Södra Vi, Småland   |       | 57.703858, 15.740866 | 10087000360001 | Ladda upp en bild av detta fornminne |
| Södra Vi 39:1              | Röse                        |              | Södra Vi, Småland   |       | 57.704641, 15.756130 | 10087000390001 | Ladda upp en bild av detta fornminne |
| Södra Vi 42:1              | Röse                        |              | Södra Vi, Småland   |       | 57.728985, 15.772509 | 10087000420001 | Ladda upp en bild av detta fornminne |
| Södra Vi 54:1              | Hög                         |              | Södra Vi, Småland   |       | 57.753841, 15.791414 | 10087000540001 | Ladda upp en bild av detta fornminne |
| Södra Vi 55:1              | Hög                         |              | Södra Vi, Småland   |       | 57.754684, 15.788867 | 10087000550001 | Ladda upp en bild av detta fornminne |
| Södra Vi 55:2              | Stensättning                |              | Södra Vi, Småland   |       | 57.754565, 15.789003 | 10087000550002 | Ladda upp en bild av detta fornminne |
| Södra Vi 55:3              | Stensättning                |              | Södra Vi, Småland   |       | 57.754744, 15.788731 | 10087000550003 | Ladda upp en bild av detta fornminne |
| Södra Vi 55:4              | Stensättning                |              | Södra Vi, Småland   |       | 57.754810, 15.788694 | 10087000550004 | Ladda upp en bild av detta fornminne |
| Södra Vi 56:1              | Stensättning                |              | Södra Vi, Småland   |       | 57.755669, 15.787260 | 10087000560001 | Ladda upp en bild av detta fornminne |
| Södra Vi 58:1              | Gravfält                    |              | Södra Vi, Småland   |       | 57.759688, 15.783676 | 10087000580001 | Ladda upp en bild av detta fornminne |
| Södra Vi 59:1              | Gravfält                    |              | Södra Vi, Småland   |       | 57.755305, 15.779485 | 10087000590001 | Ladda upp en bild av detta fornminne |
| Södra Vi 60:1              | Röse                        |              | Södra Vi, Småland   |       | 57.753986, 15.773103 | 10087000600001 | Ladda upp en bild av detta fornminne |
| Södra Vi 60:2              | Stensättning                |              | Södra Vi, Småland   |       | 57.753834, 15.773116 | 10087000600002 | Ladda upp en bild av detta fornminne |
| Södra Vi 61:1              | Stensättning                |              | Södra Vi, Småland   |       | 57.753290, 15.774296 | 10087000610001 | Ladda upp en bild av detta fornminne |
| Kungsvägen (Södra Vi 67:1) | Grav markerad av sten/block |              | Södra Vi, Småland   |       | 57.776444, 15.759839 | 10087000670001 | Ladda upp en bild av detta fornminne |
| Kungsvägen (Södra Vi 67:2) | Grav markerad av sten/block |              | Södra Vi, Småland   |       | 57.776396, 15.759625 | 10087000670002 | Ladda upp en bild av detta fornminne |
| Kungsvägen (Södra Vi 67:3) | Grav markerad av sten/block |              | Södra Vi, Småland   |       | 57.776388, 15.759499 | 10087000670003 | Ladda upp en bild av detta fornminne |
| Södra Vi 68:1              | Gravfält                    |              | Södra Vi, Småland   |       | 57.783422, 15.775563 | 10087000680001 | Ladda upp en bild av detta fornminne |
| Södra Vi 69:1              | Stensättning                |              | Södra Vi, Småland   |       | 57.783438, 15.773895 | 10087000690001 | Ladda upp en bild av detta fornminne |
| Södra Vi 71:1              | Stensättning                |              | Södra Vi, Småland   |       | 57.785187, 15.769680 | 10087000710001 | Ladda upp en bild av detta fornminne |
| Södra Vi 71:2              | Stensättning                |              | Södra Vi, Småland   |       | 57.785282, 15.769673 | 10087000710002 | Ladda upp en bild av detta fornminne |
| Södra Vi 73:1              | Stensättning                |              | Södra Vi, Småland   |       | 57.778907, 15.808961 | 10087000730001 | Ladda upp en bild av detta fornminne |
| Södra Vi 73:2              | Stensättning                |              | Södra Vi, Småland   |       | 57.778782, 15.808675 | 10087000730002 | Ladda upp en bild av detta fornminne |
| Södra Vi 74:1              | Stensättning                |              | Södra Vi, Småland   |       | 57.773488, 15.795772 | 10087000740001 | Ladda upp en bild av detta fornminne |
| Södra Vi 74:2              | Stensättning                |              | Södra Vi, Småland   |       | 57.773397, 15.795745 | 10087000740002 | Ladda upp en bild av detta fornminne |
| Södra Vi 75:1              | Röse                        |              | Södra Vi, Småland   |       | 57.797173, 15.790342 | 10087000750001 | Ladda upp en bild av detta fornminne |
| Södra Vi 77:1              | Röse                        |              | Södra Vi, Småland   |       | 57.799233, 15.780340 | 10087000770001 | Ladda upp en bild av detta fornminne |
| Södra Vi 77:2              | Röse                        |              | Södra Vi, Småland   |       | 57.799364, 15.780355 | 10087000770002 | Ladda upp en bild av detta fornminne |
| Södra Vi 81:1              | Stensättning                |              | Södra Vi, Småland   |       | 57.819231, 15.789470 | 10087000810001 | Ladda upp en bild av detta fornminne |
| Södra Vi 81:2              | Stensättning                |              | Södra Vi, Småland   |       | 57.819249, 15.789264 | 10087000810002 | Ladda upp en bild av detta fornminne |
| Södra Vi 81:3              | Stensättning                |              | Södra Vi, Småland   |       | 57.819144, 15.789232 | 10087000810003 | Ladda upp en bild av detta fornminne |
| Södra Vi 83:1              | Stensättning                |              | Södra Vi, Småland   |       | 57.826868, 15.754104 | 10087000830001 | Ladda upp en bild av detta fornminne |
| Södra Vi 84:1              | Stensättning                |              | Södra Vi, Småland   |       | 57.827608, 15.753272 | 10087000840001 | Ladda upp en bild av detta fornminne |
| Södra Vi 85:1              | Stensättning                |              | Södra Vi, Småland   |       | 57.802349, 15.753239 | 10087000850001 | Ladda upp en bild av detta fornminne |
| Södra Vi 87:1              | Stensättning                |              | Södra Vi, Småland   |       | 57.807077, 15.743405 | 10087000870001 | Ladda upp en bild av detta fornminne |
| Södra Vi 90:1              | Röse                        |              | Södra Vi, Småland   |       | 57.765253, 15.720920 | 10087000900001 | Ladda upp en bild av detta fornminne |
| Södra Vi 91:1              | Röse                        |              | Södra Vi, Småland   |       | 57.766017, 15.719696 | 10087000910001 | Ladda upp en bild av detta fornminne |
| Södra Vi 92:1              | Hög                         |              | Södra Vi, Småland   |       | 57.766509, 15.720395 | 10087000920001 | Ladda upp en bild av detta fornminne |
| Södra Vi 96:1              | Gravfält                    |              | Södra Vi, Småland   |       | 57.783521, 15.718424 | 10087000960001 | Ladda upp en bild av detta fornminne |
| Södra Vi 105:1             | Stensättning                |              | Södra Vi, Småland   |       | 57.755309, 15.824677 | 10087001050001 | Ladda upp en bild av detta fornminne |
| Södra Vi 105:2             | Stensättning                |              | Södra Vi, Småland   |       | 57.755214, 15.824653 | 10087001050002 | Ladda upp en bild av detta fornminne |
| Södra Vi 105:3             | Stensättning                |              | Södra Vi, Småland   |       | 57.755128, 15.824907 | 10087001050003 | Ladda upp en bild av detta fornminne |
| Södra Vi 106:1             | Gravfält                    |              | Södra Vi, Småland   |       | 57.757798, 15.819021 | 10087001060001 | Ladda upp en bild av detta fornminne |
| Södra Vi 107:1             | Röse                        |              | Södra Vi, Småland   |       | 57.757059, 15.821579 | 10087001070001 | Ladda upp en bild av detta fornminne |
| Södra Vi 128:1             | Gravfält                    |              | Södra Vi, Småland   |       | 57.750432, 15.832225 | 10087001280001 | Ladda upp en bild av detta fornminne |
| Södra Vi 131:1             | Stensättning                |              | Södra Vi, Småland   |       | 57.759154, 15.836993 | 10087001310001 | Ladda upp en bild av detta fornminne |
| Södra Vi 134:1             | Röse                        |              | Södra Vi, Småland   |       | 57.748396, 15.841694 | 10087001340001 | Ladda upp en bild av detta fornminne |
| Södra Vi 141:2             | Stensättning                |              | Södra Vi, Småland   |       | 57.747597, 15.834846 | 10087001410002 | Ladda upp en bild av detta fornminne |
| Södra Vi 141:3             | Stensättning                |              | Södra Vi, Småland   |       | 57.747538, 15.834878 | 10087001410003 | Ladda upp en bild av detta fornminne |
| Södra Vi 142:1             | Stensättning                |              | Södra Vi, Småland   |       | 57.746573, 15.838046 | 10087001420001 | Ladda upp en bild av detta fornminne |
| Södra Vi 142:2             | Stensättning                |              | Södra Vi, Småland   |       | 57.746640, 15.838004 | 10087001420002 | Ladda upp en bild av detta fornminne |
| Södra Vi 142:3             | Stensättning                |              | Södra Vi, Småland   |       | 57.746784, 15.837731 | 10087001420003 | Ladda upp en bild av detta fornminne |
| Krönsborg (Södra Vi 146:1) | Borg                        |              | Södra Vi, Småland   |       | 57.732881, 15.823182 | 10087001460001 | Ladda upp en bild av detta fornminne |
| Krönsborg (Södra Vi 146:2) | Stensättning                |              | Södra Vi, Småland   |       | 57.732053, 15.824228 | 10087001460002 | Ladda upp en bild av detta fornminne |
| Krönsborg (Södra Vi 146:3) | Stensättning                |              | Södra Vi, Småland   |       | 57.732060, 15.823949 | 10087001460003 | Ladda upp en bild av detta fornminne |
| Krönsborg (Södra Vi 146:4) | Stensättning                |              | Södra Vi, Småland   |       | 57.732172, 15.824445 | 10087001460004 | Ladda upp en bild av detta fornminne |
| Södra Vi 154:1             | Fornborg                    |              | Södra Vi, Småland   |       | 57.815917, 15.812001 | 10087001540001 | Ladda upp en bild av detta fornminne |
| Södra Vi 163:1             | Röse                        |              | Södra Vi, Småland   |       | 57.806537, 15.742223 | 10087001630001 | Ladda upp en bild av detta fornminne |
| Södra Vi 172:1             | Gravfält                    |              | Södra Vi, Småland   |       | 57.754541, 15.774438 | 10087001720001 | Ladda upp en bild av detta fornminne |
| Södra Vi 183:1             | Stensättning                |              | Södra Vi, Småland   |       | 57.834910, 15.763436 | 10087001830001 | Ladda upp en bild av detta fornminne |

## Tuna
| Namn                     | Lämningstyp  | Tillkomsttid | Historisk indelning | Plats | Läge                 | ID-nr          | Bild                                 |
| ------------------------ | ------------ | ------------ | ------------------- | ----- | -------------------- | -------------- | ------------------------------------ |
| Tuna 1:1                 | Gravfält     |              | Tuna, Småland       |       | 57.571378, 16.117488 | 10087300010001 | Ladda upp en bild av detta fornminne |
| Tuna 2:1                 | Gravfält     |              | Tuna, Småland       |       | 57.569035, 16.125051 | 10087300020001 | Ladda upp en bild av detta fornminne |
| Tuna 2:2                 | Stensättning |              | Tuna, Småland       |       | 57.568863, 16.124758 | 10087300020002 | Ladda upp en bild av detta fornminne |
| Tuna 7:1                 | Gravfält     |              | Tuna, Småland       |       | 57.575196, 16.120690 | 10087300070001 | Ladda upp en bild av detta fornminne |
| Tuna 11:1                | Röse         |              | Tuna, Småland       |       | 57.523008, 16.275193 | 10087300110001 | Ladda upp en bild av detta fornminne |
| Tuna 13:1                | Röse         |              | Tuna, Småland       |       | 57.522988, 16.276862 | 10087300130001 | Ladda upp en bild av detta fornminne |
| Tuna 14:1                | Röse         |              | Tuna, Småland       |       | 57.521094, 16.279578 | 10087300140001 | Ladda upp en bild av detta fornminne |
| Tuna 14:2                | Stensättning |              | Tuna, Småland       |       | 57.521476, 16.279777 | 10087300140002 | Ladda upp en bild av detta fornminne |
| Tuna 14:3                | Stensättning |              | Tuna, Småland       |       | 57.521332, 16.279394 | 10087300140003 | Ladda upp en bild av detta fornminne |
| Tuna 15:1                | Röse         |              | Tuna, Småland       |       | 57.519087, 16.284722 | 10087300150001 | Ladda upp en bild av detta fornminne |
| Tuna 16:1                | Röse         |              | Tuna, Småland       |       | 57.519321, 16.281391 | 10087300160001 | Ladda upp en bild av detta fornminne |
| Tuna 16:2                | Stensättning |              | Tuna, Småland       |       | 57.519142, 16.281566 | 10087300160002 | Ladda upp en bild av detta fornminne |
| Tuna 16:3                | Stensättning |              | Tuna, Småland       |       | 57.519342, 16.281084 | 10087300160003 | Ladda upp en bild av detta fornminne |
| Tuna 17:1                | Röse         |              | Tuna, Småland       |       | 57.521108, 16.253138 | 10087300170001 | Ladda upp en bild av detta fornminne |
| Tuna 17:2                | Stensättning |              | Tuna, Småland       |       | 57.520708, 16.252958 | 10087300170002 | Ladda upp en bild av detta fornminne |
| Tuna 17:4                | Stensättning |              | Tuna, Småland       |       | 57.520809, 16.252755 | 10087300170004 | Ladda upp en bild av detta fornminne |
| Tuna 17:5                | Stensättning |              | Tuna, Småland       |       | 57.520839, 16.252616 | 10087300170005 | Ladda upp en bild av detta fornminne |
| Tuna 17:6                | Röse         |              | Tuna, Småland       |       | 57.520645, 16.251710 | 10087300170006 | Ladda upp en bild av detta fornminne |
| Tuna 19:1                | Röse         |              | Tuna, Småland       |       | 57.521915, 16.261372 | 10087300190001 | Ladda upp en bild av detta fornminne |
| Tuna 19:2                | Röse         |              | Tuna, Småland       |       | 57.522217, 16.261361 | 10087300190002 | Ladda upp en bild av detta fornminne |
| Tuna 21:1                | Gravfält     |              | Tuna, Småland       |       | 57.586911, 16.121576 | 10087300210001 | Ladda upp en bild av detta fornminne |
| Tuna 23:1                | Stensättning |              | Tuna, Småland       |       | 57.515311, 16.307465 | 10087300230001 | Ladda upp en bild av detta fornminne |
| Tuna 25:1                | Stensättning |              | Tuna, Småland       |       | 57.514709, 16.301855 | 10087300250001 | Ladda upp en bild av detta fornminne |
| Tuna 26:1                | Röse         |              | Tuna, Småland       |       | 57.514629, 16.300797 | 10087300260001 | Ladda upp en bild av detta fornminne |
| Tuna 28:1                | Röse         |              | Tuna, Småland       |       | 57.514680, 16.297963 | 10087300280001 | Ladda upp en bild av detta fornminne |
| Tuna 29:1                | Stensättning |              | Tuna, Småland       |       | 57.510221, 16.290368 | 10087300290001 | Ladda upp en bild av detta fornminne |
| Tuna 29:2                | Stensättning |              | Tuna, Småland       |       | 57.509907, 16.290825 | 10087300290002 | Ladda upp en bild av detta fornminne |
| Tuna 29:3                | Röse         |              | Tuna, Småland       |       | 57.509980, 16.291619 | 10087300290003 | Ladda upp en bild av detta fornminne |
| Tuna 30:1                | Stensättning |              | Tuna, Småland       |       | 57.511361, 16.287559 | 10087300300001 | Ladda upp en bild av detta fornminne |
| Tuna 30:2                | Stensättning |              | Tuna, Småland       |       | 57.511349, 16.287224 | 10087300300002 | Ladda upp en bild av detta fornminne |
| Tuna 31:1                | Röse         |              | Tuna, Småland       |       | 57.513324, 16.286158 | 10087300310001 | Ladda upp en bild av detta fornminne |
| Tuna 31:2                | Stensättning |              | Tuna, Småland       |       | 57.513360, 16.286430 | 10087300310002 | Ladda upp en bild av detta fornminne |
| Tuna 31:3                | Röse         |              | Tuna, Småland       |       | 57.513850, 16.286170 | 10087300310003 | Ladda upp en bild av detta fornminne |
| Tuna 31:4                | Stensättning |              | Tuna, Småland       |       | 57.513925, 16.286377 | 10087300310004 | Ladda upp en bild av detta fornminne |
| Tuna 32:1                | Röse         |              | Tuna, Småland       |       | 57.514657, 16.285793 | 10087300320001 | Ladda upp en bild av detta fornminne |
| Tuna 32:2                | Stensättning |              | Tuna, Småland       |       | 57.514506, 16.285960 | 10087300320002 | Ladda upp en bild av detta fornminne |
| Tuna 32:3                | Stensättning |              | Tuna, Småland       |       | 57.514453, 16.286192 | 10087300320003 | Ladda upp en bild av detta fornminne |
| Tuna 32:4                | Stensättning |              | Tuna, Småland       |       | 57.514368, 16.286515 | 10087300320004 | Ladda upp en bild av detta fornminne |
| Tuna 33:1                | Röse         |              | Tuna, Småland       |       | 57.514782, 16.284774 | 10087300330001 | Ladda upp en bild av detta fornminne |
| Tuna 35:1                | Röse         |              | Tuna, Småland       |       | 57.510243, 16.264813 | 10087300350001 | Ladda upp en bild av detta fornminne |
| Tuna 35:2                | Stensättning |              | Tuna, Småland       |       | 57.510240, 16.265077 | 10087300350002 | Ladda upp en bild av detta fornminne |
| Tuna 35:4                | Stensättning |              | Tuna, Småland       |       | 57.510391, 16.265053 | 10087300350004 | Ladda upp en bild av detta fornminne |
| Tuna 36:1                | Röse         |              | Tuna, Småland       |       | 57.515558, 16.270349 | 10087300360001 | Ladda upp en bild av detta fornminne |
| Tuna 40:1                | Stensättning |              | Tuna, Småland       |       | 57.525662, 16.238206 | 10087300400001 | Ladda upp en bild av detta fornminne |
| Tuna 40:2                | Stensättning |              | Tuna, Småland       |       | 57.525575, 16.238102 | 10087300400002 | Ladda upp en bild av detta fornminne |
| Tuna 40:5                | Stensättning |              | Tuna, Småland       |       | 57.525454, 16.238491 | 10087300400005 | Ladda upp en bild av detta fornminne |
| Tuna 57:1                | Stensättning |              | Tuna, Småland       |       | 57.515909, 16.298548 | 10087300570001 | Ladda upp en bild av detta fornminne |
| Tuna 63:1                | Röse         |              | Tuna, Småland       |       | 57.568472, 16.252246 | 10087300630001 | Ladda upp en bild av detta fornminne |
| Tuna 63:2                | Stensättning |              | Tuna, Småland       |       | 57.568357, 16.252052 | 10087300630002 | Ladda upp en bild av detta fornminne |
| Tuna 64:1                | Röse         |              | Tuna, Småland       |       | 57.569931, 16.253428 | 10087300640001 | Ladda upp en bild av detta fornminne |
| Tuna 64:2                | Stensättning |              | Tuna, Småland       |       | 57.570046, 16.253224 | 10087300640002 | Ladda upp en bild av detta fornminne |
| Tuna 66:1                | Röse         |              | Tuna, Småland       |       | 57.568813, 16.255135 | 10087300660001 | Ladda upp en bild av detta fornminne |
| Tuna 69:1                | Stensättning |              | Tuna, Småland       |       | 57.570158, 16.240332 | 10087300690001 | Ladda upp en bild av detta fornminne |
| Tuna 69:2                | Stensättning |              | Tuna, Småland       |       | 57.569989, 16.240434 | 10087300690002 | Ladda upp en bild av detta fornminne |
| Tuna 69:3                | Röse         |              | Tuna, Småland       |       | 57.569753, 16.241013 | 10087300690003 | Ladda upp en bild av detta fornminne |
| Tuna 69:4                | Stensättning |              | Tuna, Småland       |       | 57.569659, 16.241338 | 10087300690004 | Ladda upp en bild av detta fornminne |
| Tuna 69:5                | Stensättning |              | Tuna, Småland       |       | 57.570030, 16.240950 | 10087300690005 | Ladda upp en bild av detta fornminne |
| Tuna 70:1                | Röse         |              | Tuna, Småland       |       | 57.571054, 16.239390 | 10087300700001 | Ladda upp en bild av detta fornminne |
| Tuna 70:2                | Stensättning |              | Tuna, Småland       |       | 57.570989, 16.239442 | 10087300700002 | Ladda upp en bild av detta fornminne |
| Tuna 71:1                | Röse         |              | Tuna, Småland       |       | 57.571116, 16.237420 | 10087300710001 | Ladda upp en bild av detta fornminne |
| Tuna 71:2                | Röse         |              | Tuna, Småland       |       | 57.571001, 16.237851 | 10087300710002 | Ladda upp en bild av detta fornminne |
| Tuna 71:3                | Stensättning |              | Tuna, Småland       |       | 57.570946, 16.238074 | 10087300710003 | Ladda upp en bild av detta fornminne |
| Tuna 72:1                | Stensättning |              | Tuna, Småland       |       | 57.571571, 16.237329 | 10087300720001 | Ladda upp en bild av detta fornminne |
| Tuna 72:2                | Stensättning |              | Tuna, Småland       |       | 57.571636, 16.237197 | 10087300720002 | Ladda upp en bild av detta fornminne |
| Tuna 72:3                | Stensättning |              | Tuna, Småland       |       | 57.571647, 16.237367 | 10087300720003 | Ladda upp en bild av detta fornminne |
| Tuna 72:4                | Stensättning |              | Tuna, Småland       |       | 57.571571, 16.237489 | 10087300720004 | Ladda upp en bild av detta fornminne |
| Tuna 73:1                | Stensättning |              | Tuna, Småland       |       | 57.571807, 16.236660 | 10087300730001 | Ladda upp en bild av detta fornminne |
| Tuna 73:2                | Stensättning |              | Tuna, Småland       |       | 57.571597, 16.236638 | 10087300730002 | Ladda upp en bild av detta fornminne |
| Tuna 74:1                | Stensättning |              | Tuna, Småland       |       | 57.572483, 16.237500 | 10087300740001 | Ladda upp en bild av detta fornminne |
| Tuna 75:1                | Stensättning |              | Tuna, Småland       |       | 57.571671, 16.238354 | 10087300750001 | Ladda upp en bild av detta fornminne |
| Tuna 76:1                | Stensättning |              | Tuna, Småland       |       | 57.583041, 16.216127 | 10087300760001 | Ladda upp en bild av detta fornminne |
| Tuna 76:2                | Stensättning |              | Tuna, Småland       |       | 57.583066, 16.215937 | 10087300760002 | Ladda upp en bild av detta fornminne |
| Tuna 77:1                | Röse         |              | Tuna, Småland       |       | 57.582204, 16.218343 | 10087300770001 | Ladda upp en bild av detta fornminne |
| Tuna 77:2                | Stensättning |              | Tuna, Småland       |       | 57.581788, 16.218277 | 10087300770002 | Ladda upp en bild av detta fornminne |
| Kungsrör (Tuna 78:1)     | Röse         |              | Tuna, Småland       |       | 57.558992, 16.210158 | 10087300780001 | Ladda upp en bild av detta fornminne |
| Kungsrör (Tuna 78:2)     | Stensättning |              | Tuna, Småland       |       | 57.559052, 16.210474 | 10087300780002 | Ladda upp en bild av detta fornminne |
| Kungsrör (Tuna 78:3)     | Stensättning |              | Tuna, Småland       |       | 57.558952, 16.210572 | 10087300780003 | Ladda upp en bild av detta fornminne |
| Drottningrör (Tuna 79:1) | Röse         |              | Tuna, Småland       |       | 57.561448, 16.212264 | 10087300790001 | Ladda upp en bild av detta fornminne |
| Tuna 80:1                | Gravfält     |              | Tuna, Småland       |       | 57.560016, 16.214831 | 10087300800001 | Ladda upp en bild av detta fornminne |
| Tuna 82:1                | Röse         |              | Tuna, Småland       |       | 57.559707, 16.225451 | 10087300820001 | Ladda upp en bild av detta fornminne |
| Tuna 82:2                | Stensättning |              | Tuna, Småland       |       | 57.559697, 16.225875 | 10087300820002 | Ladda upp en bild av detta fornminne |
| Tuna 82:3                | Stensättning |              | Tuna, Småland       |       | 57.559539, 16.226164 | 10087300820003 | Ladda upp en bild av detta fornminne |
| Tuna 83:1                | Röse         |              | Tuna, Småland       |       | 57.561234, 16.222610 | 10087300830001 | Ladda upp en bild av detta fornminne |
| Tuna 84:1                | Röse         |              | Tuna, Småland       |       | 57.556111, 16.219355 | 10087300840001 | Ladda upp en bild av detta fornminne |
| Tuna 86:1                | Röse         |              | Tuna, Småland       |       | 57.622574, 16.191562 | 10087300860001 | Ladda upp en bild av detta fornminne |
| Tuna 87:1                | Stensättning |              | Tuna, Småland       |       | 57.622830, 16.193667 | 10087300870001 | Ladda upp en bild av detta fornminne |
| Tuna 89:1                | Fornborg     |              | Tuna, Småland       |       | 57.509927, 16.169151 | 10087300890001 | Ladda upp en bild av detta fornminne |
| Tuna 90:1                | Röse         |              | Tuna, Småland       |       | 57.526427, 16.190899 | 10087300900001 | Ladda upp en bild av detta fornminne |
| Tuna 90:2                | Stensättning |              | Tuna, Småland       |       | 57.526533, 16.190735 | 10087300900002 | Ladda upp en bild av detta fornminne |
| Tuna 90:3                | Stensättning |              | Tuna, Småland       |       | 57.526598, 16.190661 | 10087300900003 | Ladda upp en bild av detta fornminne |
| Tuna 91:1                | Stenkrets    |              | Tuna, Småland       |       | 57.534781, 16.182661 | 10087300910001 | Ladda upp en bild av detta fornminne |
| Tuna 91:2                | Stenkrets    |              | Tuna, Småland       |       | 57.534665, 16.182903 | 10087300910002 | Ladda upp en bild av detta fornminne |
| Borgeskans (Tuna 93:1)   | Fornborg     |              | Tuna, Småland       |       | 57.539995, 16.128378 | 10087300930001 | Ladda upp en bild av detta fornminne |
| Tuna 95:1                | Stensättning |              | Tuna, Småland       |       | 57.565617, 16.250982 | 10087300950001 | Ladda upp en bild av detta fornminne |
| Tuna 98:1                | Röse         |              | Tuna, Småland       |       | 57.598735, 16.130632 | 10087300980001 | Ladda upp en bild av detta fornminne |
| Tuna 99:1                | Stensättning |              | Tuna, Småland       |       | 57.601060, 16.140205 | 10087300990001 | Ladda upp en bild av detta fornminne |
| Tuna 102:1               | Röse         |              | Tuna, Småland       |       | 57.587064, 16.098332 | 10087301020001 | Ladda upp en bild av detta fornminne |
| Tuna 104:1               | Röse         |              | Tuna, Småland       |       | 57.589048, 16.093719 | 10087301040001 | Ladda upp en bild av detta fornminne |
| Tuna 105:1               | Röse         |              | Tuna, Småland       |       | 57.588658, 16.091993 | 10087301050001 | Ladda upp en bild av detta fornminne |
| Hagstugan (Tuna 107:2)   | Stensättning |              | Tuna, Småland       |       | 57.589467, 16.088954 | 10087301070002 | Ladda upp en bild av detta fornminne |
| Tuna 108:1               | Röse         |              | Tuna, Småland       |       | 57.585796, 16.080508 | 10087301080001 | Ladda upp en bild av detta fornminne |
| Tuna 111:1               | Stensättning |              | Tuna, Småland       |       | 57.577565, 16.098135 | 10087301110001 | Ladda upp en bild av detta fornminne |
| Tuna 111:2               | Stensättning |              | Tuna, Småland       |       | 57.577414, 16.098030 | 10087301110002 | Ladda upp en bild av detta fornminne |
| Tuna 112:1               | Stensättning |              | Tuna, Småland       |       | 57.575864, 16.084963 | 10087301120001 | Ladda upp en bild av detta fornminne |
| Tuna 116:1               | Gravfält     |              | Tuna, Småland       |       | 57.613860, 16.038389 | 10087301160001 | Ladda upp en bild av detta fornminne |
| Tuna 120:1               | Fornborg     |              | Tuna, Småland       |       | 57.613046, 16.182914 | 10087301200001 | Ladda upp en bild av detta fornminne |
| Tuna 127:1               | Stensättning |              | Tuna, Småland       |       | 57.575143, 16.083398 | 10087301270001 | Ladda upp en bild av detta fornminne |
| Tuna 127:2               | Stensättning |              | Tuna, Småland       |       | 57.574995, 16.083251 | 10087301270002 | Ladda upp en bild av detta fornminne |
| Tuna 147:1               | Stensättning |              | Tuna, Småland       |       | 57.525215, 16.240538 | 10087301470001 | Ladda upp en bild av detta fornminne |
| Tuna 147:2               | Stensättning |              | Tuna, Småland       |       | 57.525186, 16.240741 | 10087301470002 | Ladda upp en bild av detta fornminne |
| Tuna 152:1               | Stensättning |              | Tuna, Småland       |       | 57.555692, 16.218218 | 10087301520001 | Ladda upp en bild av detta fornminne |
| Tuna 154:1               | Stensättning |              | Tuna, Småland       |       | 57.561080, 16.223305 | 10087301540001 | Ladda upp en bild av detta fornminne |
| Tuna 158:1               | Stensättning |              | Tuna, Småland       |       | 57.556328, 16.231077 | 10087301580001 | Ladda upp en bild av detta fornminne |
| Tuna 158:2               | Stensättning |              | Tuna, Småland       |       | 57.556260, 16.231255 | 10087301580002 | Ladda upp en bild av detta fornminne |
| Tuna 158:3               | Stensättning |              | Tuna, Småland       |       | 57.556189, 16.231414 | 10087301580003 | Ladda upp en bild av detta fornminne |
| Tuna 158:4               | Stensättning |              | Tuna, Småland       |       | 57.556550, 16.230689 | 10087301580004 | Ladda upp en bild av detta fornminne |
| Tuna 158:6               | Stensättning |              | Tuna, Småland       |       | 57.556265, 16.231379 | 10087301580006 | Ladda upp en bild av detta fornminne |
| Tuna 160:1               | Stensättning |              | Tuna, Småland       |       | 57.559115, 16.224667 | 10087301600001 | Ladda upp en bild av detta fornminne |
| Tuna 160:2               | Stensättning |              | Tuna, Småland       |       | 57.559196, 16.224405 | 10087301600002 | Ladda upp en bild av detta fornminne |
| Tuna 161:1               | Stensättning |              | Tuna, Småland       |       | 57.559541, 16.223646 | 10087301610001 | Ladda upp en bild av detta fornminne |
| Tuna 250:1               | Stensättning |              | Tuna, Småland       |       | 57.512190, 16.287490 | 10087302500001 | Ladda upp en bild av detta fornminne |
| Tuna 254:1               | Stensättning |              | Tuna, Småland       |       | 57.518505, 16.286410 | 10087302540001 | Ladda upp en bild av detta fornminne |
| Tuna 341                 | Röse         |              | Tuna, Småland       |       | 57.566976, 16.106671 | 12000000011530 | Ladda upp en bild av detta fornminne |
| Tuna 342                 | Stensättning |              | Tuna, Småland       |       | 57.566856, 16.106893 | 12000000011531 | Ladda upp en bild av detta fornminne |
| Tuna 343                 | Stensättning |              | Tuna, Småland       |       | 57.566762, 16.106973 | 12000000011532 | Ladda upp en bild av detta fornminne |
| Tuna 345                 | Stensättning |              | Tuna, Småland       |       | 57.566543, 16.107527 | 12000000011534 | Ladda upp en bild av detta fornminne |
| Tuna 346                 | Röse         |              | Tuna, Småland       |       | 57.574862, 16.100839 | 12000000011591 | Ladda upp en bild av detta fornminne |
| Tuna 347                 | Stensättning |              | Tuna, Småland       |       | 57.574737, 16.100737 | 12000000011592 | Ladda upp en bild av detta fornminne |
| Tuna 348                 | Stensättning |              | Tuna, Småland       |       | 57.574667, 16.100997 | 12000000011593 | Ladda upp en bild av detta fornminne |

## Vimmerby
| Namn                            | Lämningstyp    | Tillkomsttid | Historisk indelning | Plats | Läge                 | ID-nr          | Bild                                 |
| ------------------------------- | -------------- | ------------ | ------------------- | ----- | -------------------- | -------------- | ------------------------------------ |
| Vimmerby 1:1                    | Röse           |              | Vimmerby, Småland   |       | 57.697202, 15.837418 | 10088000010001 | Ladda upp en bild av detta fornminne |
| Vimmerby 2:1                    | Stenkammargrav |              | Vimmerby, Småland   |       | 57.665106, 15.882438 | 10088000020001 | Ladda upp en bild av detta fornminne |
| Vimmerby 2:3                    | Röse           |              | Vimmerby, Småland   |       | 57.665136, 15.883298 | 10088000020003 | Ladda upp en bild av detta fornminne |
| Vimmerby 8:1                    | Röse           |              | Vimmerby, Småland   |       | 57.628455, 15.967175 | 10088000080001 | Ladda upp en bild av detta fornminne |
| Vimmerby 13:1                   | Röse           |              | Vimmerby, Småland   |       | 57.617316, 15.927404 | 10088000130001 | Ladda upp en bild av detta fornminne |
| Vimmerby 13:2                   | Röse           |              | Vimmerby, Småland   |       | 57.617331, 15.927003 | 10088000130002 | Ladda upp en bild av detta fornminne |
| Vimmerby 13:3                   | Röse           |              | Vimmerby, Småland   |       | 57.617334, 15.926826 | 10088000130003 | Ladda upp en bild av detta fornminne |
| Vimmerby 13:4                   | Stensättning   |              | Vimmerby, Småland   |       | 57.617358, 15.926636 | 10088000130004 | Ladda upp en bild av detta fornminne |
| Vimmerby 17:1                   | Stensättning   |              | Vimmerby, Småland   |       | 57.634753, 15.902856 | 10088000170001 | Ladda upp en bild av detta fornminne |
| Vimmerby 18:1                   | Stensättning   |              | Vimmerby, Småland   |       | 57.593568, 15.911964 | 10088000180001 | Ladda upp en bild av detta fornminne |
| Vimmerby 22:1                   | Röse           |              | Vimmerby, Småland   |       | 57.586845, 15.869306 | 10088000220001 | Ladda upp en bild av detta fornminne |
| Vimmerby 25:1                   | Stensättning   |              | Vimmerby, Småland   |       | 57.584216, 15.831464 | 10088000250001 | Ladda upp en bild av detta fornminne |
| Vimmerby 31:1                   | Gravfält       |              | Vimmerby, Småland   |       | 57.668432, 15.870065 | 10088000310001 | Ladda upp en bild av detta fornminne |
| Vimmerby 32:1                   | Stensättning   |              | Vimmerby, Småland   |       | 57.667609, 15.868806 | 10088000320001 | Ladda upp en bild av detta fornminne |
| Vimmerby 39:1                   | Röse           |              | Vimmerby, Småland   |       | 57.623152, 15.827727 | 10088000390001 | Ladda upp en bild av detta fornminne |
| Vimmerby 39:2                   | Röse           |              | Vimmerby, Småland   |       | 57.623312, 15.827782 | 10088000390002 | Ladda upp en bild av detta fornminne |
| Vimmerby 39:4                   | Stensättning   |              | Vimmerby, Småland   |       | 57.623182, 15.827553 | 10088000390004 | Ladda upp en bild av detta fornminne |
| Vimmerby 40:1                   | Gravfält       |              | Vimmerby, Småland   |       | 57.624097, 15.827444 | 10088000400001 | Ladda upp en bild av detta fornminne |
| Vimmerby 42:1                   | Stensättning   |              | Vimmerby, Småland   |       | 57.635166, 15.807947 | 10088000420001 | Ladda upp en bild av detta fornminne |
| Vimmerby 42:2                   | Stensättning   |              | Vimmerby, Småland   |       | 57.635227, 15.808098 | 10088000420002 | Ladda upp en bild av detta fornminne |
| Vimmerby 43:1                   | Röse           |              | Vimmerby, Småland   |       | 57.635425, 15.775318 | 10088000430001 | Ladda upp en bild av detta fornminne |
| Vimmerby 45:1                   | Röse           |              | Vimmerby, Småland   |       | 57.662394, 15.751255 | 10088000450001 | Ladda upp en bild av detta fornminne |
| Vimmerby 46:1                   | Röse           |              | Vimmerby, Småland   |       | 57.662320, 15.752556 | 10088000460001 | Ladda upp en bild av detta fornminne |
| Vimmerby 49:1                   | Röse           |              | Vimmerby, Småland   |       | 57.665069, 15.742985 | 10088000490001 | Ladda upp en bild av detta fornminne |
| Vimmerby 51:1                   | Stensättning   |              | Vimmerby, Småland   |       | 57.664782, 15.749882 | 10088000510001 | Ladda upp en bild av detta fornminne |
| Vimmerby 57:1                   | Stensättning   |              | Vimmerby, Småland   |       | 57.683587, 15.876873 | 10088000570001 | Ladda upp en bild av detta fornminne |
| Vimmerby 57:2                   | Stensättning   |              | Vimmerby, Småland   |       | 57.683482, 15.877019 | 10088000570002 | Ladda upp en bild av detta fornminne |
| Vimmerby 59:1                   | Stensättning   |              | Vimmerby, Småland   |       | 57.686989, 15.874172 | 10088000590001 | Ladda upp en bild av detta fornminne |
| Vimmerby 59:2                   | Stensättning   |              | Vimmerby, Småland   |       | 57.686926, 15.874332 | 10088000590002 | Ladda upp en bild av detta fornminne |
| Vimmerby 59:4                   | Hällristning   |              | Vimmerby, Småland   |       | 57.686833, 15.874110 | 10088000590004 | Ladda upp en bild av detta fornminne |
| Vimmerby 65:1                   | Stenkammargrav |              | Vimmerby, Småland   |       | 57.636859, 15.900587 | 10088000650001 | Ladda upp en bild av detta fornminne |
| Gästgivarehagen (Vimmerby 68:1) | Gravfält       |              | Vimmerby, Småland   |       | 57.661042, 15.872902 | 10088000680001 | Ladda upp en bild av detta fornminne |
| Vimmerby 70:1                   | Röse           |              | Vimmerby, Småland   |       | 57.588019, 15.951241 | 10088000700001 | Ladda upp en bild av detta fornminne |
| Vimmerby 70:2                   | Stensättning   |              | Vimmerby, Småland   |       | 57.588087, 15.951083 | 10088000700002 | Ladda upp en bild av detta fornminne |
| Vimmerby 75:1                   | Stensättning   |              | Vimmerby, Småland   |       | 57.659947, 15.893781 | 10088000750001 | Ladda upp en bild av detta fornminne |
| Vimmerby 79:1                   | Röse           |              | Vimmerby, Småland   |       | 57.660640, 15.756187 | 10088000790001 | Ladda upp en bild av detta fornminne |
| Gästgivarhagen (Vimmerby 106:1) | Gravfält       |              | Vimmerby, Småland   |       | 57.662327, 15.868634 | 10088001060001 | Ladda upp en bild av detta fornminne |
| Vimmerby 112:1                  | Stensättning   |              | Vimmerby, Småland   |       | 57.668664, 15.879455 | 10088001120001 | Ladda upp en bild av detta fornminne |
| Vimmerby 156:1                  | Stensättning   |              | Vimmerby, Småland   |       | 57.695371, 15.838531 | 10088001560001 | Ladda upp en bild av detta fornminne |
| Vimmerby 164:1                  | Gravfält       |              | Vimmerby, Småland   |       | 57.667931, 15.900283 | 10088001640001 | Ladda upp en bild av detta fornminne |
| Vimmerby 178:1                  | Stensättning   |              | Vimmerby, Småland   |       | 57.699305, 15.840182 | 10088001780001 | Ladda upp en bild av detta fornminne |
| Vimmerby 184:1                  | Stensättning   |              | Vimmerby, Småland   |       | 57.728749, 15.855700 | 10088001840001 | Ladda upp en bild av detta fornminne |
| Vimmerby 190:1                  | Hällristning   |              | Vimmerby, Småland   |       | 57.668428, 15.878344 | 10088001900001 | Ladda upp en bild av detta fornminne |
| Vimmerby 191:1                  | Stensättning   |              | Vimmerby, Småland   |       | 57.668022, 15.878625 | 10088001910001 | Ladda upp en bild av detta fornminne |
| Vimmerby 263:1                  | Stensättning   |              | Vimmerby, Småland   |       | 57.634848, 15.901995 | 10088002630001 | Ladda upp en bild av detta fornminne |
| Vimmerby 309:1                  | Röse           |              | Vimmerby, Småland   |       | 57.620143, 15.835725 | 10088003090001 | Ladda upp en bild av detta fornminne |
| Vimmerby 310:1                  | Stensättning   |              | Vimmerby, Småland   |       | 57.620776, 15.833207 | 10088003100001 | Ladda upp en bild av detta fornminne |
| Vimmerby 310:2                  | Röse           |              | Vimmerby, Småland   |       | 57.620622, 15.833887 | 10088003100002 | Ladda upp en bild av detta fornminne |
| Vimmerby 310:3                  | Stensättning   |              | Vimmerby, Småland   |       | 57.620775, 15.834201 | 10088003100003 | Ladda upp en bild av detta fornminne |
| Vimmerby 424                    | Hällristning   |              | Vimmerby, Småland   |       | 57.667732, 15.876359 | 12000000129969 | Ladda upp en bild av detta fornminne |
| Vimmerby 425                    | Hällristning   |              | Vimmerby, Småland   |       | 57.668794, 15.877951 | 12000000129971 | Ladda upp en bild av detta fornminne |
| Vimmerby 426                    | Hällristning   |              | Vimmerby, Småland   |       | 57.687581, 15.872012 | 12000000129973 | Ladda upp en bild av detta fornminne |
| Vimmerby 427                    | Hällristning   |              | Vimmerby, Småland   |       | 57.687608, 15.870905 | 12000000129975 | Ladda upp en bild av detta fornminne |
| Vimmerby 428                    | Hällristning   |              | Vimmerby, Småland   |       | 57.686657, 15.874136 | 12000000129977 | Ladda upp en bild av detta fornminne |
| Vimmerby 429                    | Röse           |              | Vimmerby, Småland   |       | 57.598202, 15.833935 | 12000000130667 | Ladda upp en bild av detta fornminne |